# بيلي وليامز (مغني)
بيلي وليامز (بالإنجليزية: Billy Williams)‏ هو مغني أمريكي، ولد في 28 ديسمبر 1910 في واكو في الولايات المتحدة، وتوفي في 17 أكتوبر 1972 في شيكاغو في الولايات المتحدة.

## وصلات خارجية
- بيلي وليامز على موقع ميوزك برينز (الإنجليزية)
- بيلي وليامز على موقع أول ميوزيك (الإنجليزية)
- بيلي وليامز على موقع ديسكوغز (الإنجليزية)